# رفیق صایفی
رفیق صایفی (عربی: رفيق صايفي؛ زادهٔ ۷ فوریهٔ ۱۹۷۵) یک بازیکن فوتبال اهل الجزایر است.